# Голый барабанщик
«Голый барабанщик» (англ. The Rocker) — американская музыкальная кинокомедия Питера Каттанео.
Премьера состоялась 12 июня 2008 года в Лас-Вегасе на Международном кинофестивале. 24 июня фильм был показан на Кинофестивале в Эдинбурге. В прокат вышел 20 августа (в США).

## Сюжет
Страстный барабанщик Роберт Фишмен по прозвищу Фиш, жил только рок-н-роллом, был искренне предан своей группе «Везувий».
Он создал эту группу, а как только появилась возможность зарабатывать на ней реальные деньги, его попросту вышвырнули. Спустя годы «Везувий» здорово раскручивается, а Фиш полностью забрасывает музыку. Однако события разворачиваются таким образом, что он вновь оказывается в молодёжной музыкальной группе «A.D.D.», которая по известности становится второй после «Везувия» благодаря тому, что барабанщик Фиш во время репетиций с ребятами через Интернет играл в душном подвале и потому раздевался догола, что было видно каждому, кто выходил в сеть.

## В ролях
- Рэйн Уилсон (Rainn Wilson) — Роберт «Фиш» Фишман, барабанщик
- Кристина Эпплгейт (Christina Applegate) — Ким
- Тедди Гайгер (Teddy Geiger) — Кёртис, гитарист
- Джош Гэд (Josh Gad) — Мэтт Гэдмен, клавишник
- Эмма Стоун (Emma Stone) — Амелия, басистка
- Уилл Арнетт (Will Arnett) — Лекс
- Джейсон Судейкис (Jason Sudeikis) — Дэвид Маршалл

## Съёмочная группа и производство
- Режиссёр: Питер Каттанео
- Сценаристы: Майя Форбс (Maya Forbes) и Уоллес Володарский (Wallace Wolodarsky)

по произведению Райана Джаффе (Ryan Jaffe)
- Продюсеры: Стивен Р. Кампанелла (Stephen R. Campanella), Шон Леви (Shawn Levy), Том МакНалти (Tom McNulty)
- Сопродюсер: Лин Лючибелло (Lyn Lucibello)
- Композитор: Чэд Фишер (Chad Fischer)
- Оператор: Энтони Б. Ричмонд (Anthony B. Richmond)
- Монтаж: Брэд Уилхайт (Brad E. Wilhite)
- Подбор актёров: Джули Эштон (Julie Ashton)
- Художник-постановщик: Брандт Гордон (Brandt Gordon)
- Художник по костюмам: Кристофер Харгадон (Christopher Hargadon)

Производство «21 Laps Entertainment» и «Fox Atomic».

Прокат «XXth Century Fox».
В прокат фильм вышел 20 августа 2008 года в США, 4 сентября — в России, 19 сентября — в Италии и Мексике, в октябре — в Австралии, Аргентине, Великобритании, Сингапуре и Эстонии.